# Grand Prix-wegrace van België 1966
De Grand Prix-wegrace van België 1966 was de vijfde Grand Prix van wereldkampioenschap wegrace in het seizoen 1966. De races werden verreden op 3 juli 1966 op het Circuit de Spa-Francorchamps nabij Malmedy. In België kwamen de 250cc-klasse, de 500cc-klasse en de zijspanklasse aan de start.

## Algemeen
De Belgische Grand Prix trok veel toeschouwers, temeer omdat in de trainingen veel ronderecords gesneuveld waren en er mooi weer was voorspeld. De 250cc-race werd ook onder zonnige omstandigheden verreden, maar de 500cc-race verregende. Toen de zijspanrace begon was een groot deel van het publiek al gevlucht voor de regen.

## 500cc-klasse
De driecilinder van Giacomo Agostini was na Assen meteen naar Italië teruggebracht maar was niet op tijd klaar voor de Belgische Grand Prix. Agostini startte daar dus weer met de 500cc-viercilinder. De race werd even uitgesteld om de rijders de kans te geven hun bandenspanning wat te verlagen, want hoewel het bij de startstreep nog droog was, regende het vrij hard op de rest van het circuit. Agostini was het snelst weg, achterna gezeten door Mike Hailwood en Jim Redman, maar die laatste viel al in de eerste ronde, waarbij hij een arm brak. Na vijf ronden nam Hailwood de leiding over en begon zelfs weg te lopen van Agostini. In de elfde ronde vond Mike het echter mooi geweest. Het stortregende nog steeds en een groot aantal rijders had het al te gevaarlijk gevonden en was gestopt. Dat deed Hailwood ook door een defecte versnellingsbak, maar Agostini hield vol en had nu geen enkel probleem meer om de rest van het veld voor te blijven. Dit gaf ook de Britse machines weer een kans om op het podium te eindigen: Stuart Graham werd met een Matchless G50 tweede en Jack Ahearn werd met een Norton Manx derde.
| Pos | Coureur           | Merk      | Tijd      | Punten |
| --- | ----------------- | --------- | --------- | ------ |
| 1   | Giacomo Agostini  | MV Agusta | 1:19"43'1 | 8      |
| 2   | Stuart Graham     | Matchless | +1"48'4   | 6      |
| 3   | Jack Ahearn       | Norton    | +2"06'1   | 4      |
| 4   | Gyula Marsovszky  | Matchless | +5"06'2   | 3      |
| 5   | John Mawby        | Norton    | +1 ronde  | 2      |
| 6   | Ron Chandler      | Matchless | +1 ronde  | 1      |
| 7   | Bosse Granath     | Matchless | +1 ronde  |        |
| 8   | Lewis Young       | Matchless | +1 ronde  |        |
| 9   | Peter Williams    | Matchless | +1 ronde  |        |
| 10  | Len Atlee         | Norton    | +1 ronde  |        |
| 11  | Dan Shorey        | Norton    | +1 ronde  |        |
| 12  | Maurice Hawthorne | Norton    | +1 ronde  |        |
| 13  | John Dodds        | Norton    | +2 ronden |        |
| 14  | Fred Stevens      | Matchless | +2 ronden |        |

| Coureur          | Merk              | Oorzaak         |
| ---------------- | ----------------- | --------------- |
| Eduard Lenz      | Matchless         |                 |
| Jack Findlay     | Matchless         |                 |
| Kel Carruthers   | Norton            |                 |
| Malcolm Stanton  | Norton            |                 |
| Dave Lloyd       | Norton            |                 |
| Roger Beaumont   | Norton            |                 |
| Walter Scheimann | Norton            |                 |
| Alain Barbaroux  | Norton            |                 |
| Philippe Canoui  | Matchless         |                 |
| Chris Conn       | Norton            |                 |
| Derek Woodman    | Métisse-Matchless | Val             |
| John Cooper      | Norton            |                 |
| Johnny Wales     | Norton            | Val             |
| Mike Hailwood    | Honda             | Versnellingsbak |
| Toshio Fujii     | Norton            |                 |
| Jim Redman       | Honda             | Val             |
| Ian Burne        | Norton            |                 |

| Coureur        | Merk             | Oorzaak |
| -------------- | ---------------- | ------- |
| Eric Hinton    | Norton           |         |
| John Blanchard | Seeley-Matchless |         |

### Top tien tussenstand 500cc-klasse
| Pos | Coureur           | Merk               | Ptn |
| --- | ----------------- | ------------------ | --- |
| 1   | Giacomo Agostini  | MV Agusta          | 20  |
| 2   | Jim Redman        | Honda              | 15  |
| 3   | Stuart Graham     | Matchless          | 11  |
| 4   | Gyula Marsovszky  | Matchless          | 7   |
| 5   | František Šťastný | Jawa-ČZ            | 4   |
| 5   | Jack Ahearn       | Norton             | 4   |
| 7   | John Cooper       | Norton             | 3   |
| 8   | Lewis Young       | Matchless          | 2   |
| 8   | John Mawby        | Norton             | 2   |
| 10  | Jack Findlay      | McIntyre-Matchless | 1   |
| 10  | Eduard Lenz       | Matchless          | 1   |
| 10  | Ron Chandler      | Matchless          | 1   |

## 250cc-klasse
In België was al tijdens de trainingen het ene na het andere ronderecord gesneuveld en dat gebeurde ook tijdens de race. Phil Read was als snelste weg bij de start, gevolgd door Jim Redman, Mike Hailwood en Bill Ivy, die echter al snel terugviel. Er ontstond een geweldig gevecht tussen Read en Hailwood, die per ronde enkele malen van positie wisselden. In de zevende ronde wees Read in het voorbijgaan van de pit naar zijn voorrem en inderdaad was de strijd toen gestreden. Hailwood bouwde een kleine voorsprong op en finishte met 11 seconden voorsprong. Redman werd op flinke achterstand gereden, maar pakte toch de derde plaats.
| Pos | Coureur       | Merk   | Tijd    | Punten |
| --- | ------------- | ------ | ------- | ------ |
| 1   | Mike Hailwood | Honda  | 38"40'5 | 8      |
| 2   | Phil Read     | Yamaha | +11'0   | 6      |
| 3   | Jim Redman    | Honda  | +23'6   | 4      |
| 4   | Derek Woodman | MZ     | +1"56'9 | 3      |
| 5   | Mike Duff     | Yamaha | +2"11'7 | 2      |
| 6   | Bill Ivy      | Yamaha | +2"43'4 | 1      |

| Coureur           | Merk             |
| ----------------- | ---------------- |
| Jack Findlay      | Bultaco          |
| Kevin Cass        | Bultaco          |
| Len Atlee         | Cotton           |
| Gyula Marsovszky  | Bultaco          |
| František Šťastný | Jawa             |
| Heinz Rosner      | MZ               |
| Günter Beer       | Honda            |
| Daniel Lhéraud    | Yamaha           |
| Bill Smith        | Bultaco          |
| Bob Anderson      | Yamaha           |
| Jim Curry         | Honda            |
| Peter Inchley     | Bultaco-Villiers |
| Selwyn Griffiths  | Royal Enfield    |
| Stuart Graham     | Honda            |
| Tommy Robb        | Bultaco          |
| Alberto Pagani    | Aermacchi        |
| Giuseppe Visenzi  | Aermacchi        |
| Renzo Pasolini    | Aermacchi        |
| Akiyasu Motohashi | Yamaha           |
| Hiroshi Hasegawa  | Yamaha           |
| Ginger Molloy     | Bultaco          |
| Bruce Beale       | Honda            |
| Kent Andersson    | Husqvarna        |

### Top tien tussenstand 250cc-klasse
| Pos | Coureur           | Merk      | Ptn |
| --- | ----------------- | --------- | --- |
| 1   | Mike Hailwood     | Honda     | 40  |
| 2   | Jim Redman        | Honda     | 20  |
| 3   | Derek Woodman     | MZ        | 18  |
| 4   | Phil Read         | Yamaha    | 16  |
| 5   | Bill Ivy          | Yamaha    | 5   |
| 6   | Renzo Pasolini    | Aermacchi | 4   |
| 7   | Jack Findlay      | Bultaco   | 3   |
| 7   | Heinz Rosner      | MZ        | 3   |
| 9   | Kent Andersson    | Husqvarna | 2   |
| 9   | František Šťastný | Jawa      | 2   |
| 9   | Bob Anderson      | Yamaha    | 2   |
| 9   | Mike Duff         | Yamaha    | 2   |

## Zijspanklasse
Bij de start van de zijspanklasse in België was een groot deel van het publiek al vertrokken, gevlucht voor de hevige stortbuien tijdens de 500cc-race. Op de nog natte baan startte Max Deubel als snelste, maar nog voor het verstrijken van de eerste ronde had Fritz Scheidegger de koppositie overgenomen om hem niet meer af te staan. Deubel moest nog een gevecht om de tweede plaats leveren tegen Georg Auerbacher/Wolfgang Kalauch die uiteindelijk slechts 0,4 seconden achter hem over de streep kwamen. De wereldtitel was hiermee beslist en Fritz Scheidegger/John Robinson waren de nieuwe wereldkampioenen.
| Pos | Coureur           | Bakkenist           | Merk | Tijd    | Punten |
| --- | ----------------- | ------------------- | ---- | ------- | ------ |
| 1   | Fritz Scheidegger | John Robinson       | BMW  | 40"29'5 | 8      |
| 2   | Max Deubel        | Emil Hörner         | BMW  | +3'7    | 6      |
| 3   | Georg Auerbacher  | Wolfgang Kalauch    | BMW  | +8'1    | 4      |
| 4   | Klaus Enders      | Reinhold Mannischef | BMW  | +29'5   | 3      |
| 5   | Colin Seeley      | Wally Rawlings      | BMW  | +2"36'3 | 2      |
| 6   | Tony Wakefield    | Graham Milton       | BMW  |         | 1      |

| Coureur               | Bakkenist                        | Merk |
| --------------------- | -------------------------------- | ---- |
| Barry Thompson        | Gerald Wood                      | BMW  |
| Heinz Luthringshauser | Hermann Hahn                     | BMW  |
| Otto Kölle            | Heinz Marquardt                  | BMW  |
| Siegfried Schauzu     | Horst Schneider                  | BMW  |
| Barry Dungsworth      | Neil Caddow                      | BMW  |
| Chris Vincent         | Graham Steward en Terry Harrison | BMW  |

### Top tien tussenstand zijspanklasse
| Pos | Coureur               | Bakkenist                              | Merk | Ptn     |
| --- | --------------------- | -------------------------------------- | ---- | ------- |
| 1   | Fritz Scheidegger     | John Robinson                          | BMW  | 24 (32) |
| 2   | Max Deubel            | Emil Hörner                            | BMW  | 18 (22) |
| 3   | Colin Seeley          | Wally Rawlings                         | BMW  | 12      |
| 4   | Georg Auerbacher      | Eduard Dein en Wolfgang Kalauch        | BMW  | 10 (13) |
| 5   | Chris Vincent         | Graham Steward en Terry Harrison       | BMW  | 5       |
| 6   | Otto Kölle            | Heinz Marquardt                        | BMW  | 4       |
| 7   | Klaus Enders          | Reinhold Mannischef en Ralf Engelhardt | BMW  | 3       |
| 8   | Siegfried Schauzu     | Horst Schneider                        | BMW  | 2       |
| 9   | Heinz Luthringshauser | Hermann Hahn                           | BMW  | 1       |
| 9   | Barry Thompson        | Gerald Wood                            | BMW  | 1       |
| 9   | Tony Wakefield        | Graham Milton                          | BMW  | 1       |

(Punten (tussen haakjes) zijn inclusief streepresultaten)
1921 · 1922 · 1923 · 1924 · 1925 · 1926 · 1927 · 1928 · 1929 · 1930 · 1931 · 1932 · 1933 · 1934 · 1935 · 1936 · 1937 · 1938 · 1939 · 1947 · 1948 · 1949 · 1950 · 1951 · 1952 · 1953 · 1954 · 1955 · 1956 · 1957 · 1958 · 1959 · 1960 · 1961 · 1962 · 1963 · 1964 · 1965 · 1966 · 1967 · 1968 · 1969 · 1970 · 1971 · 1972 · 1973 · 1974 · 1975 · 1976 · 1977 · 1978 · 1979 · 1980 · 1981 · 1982 · 1983 · 1984 · 1985 · 1986 · 1988 · 1989 · 1990